# Brayan Carabalí
Brayan Stiven Carabalí Bonilla (Cali, Valle del Cauca, Colombia; 25 de febrero de 1999) es un futbolista colombiano. Juega como defensa  y su equipo actual es el Beitar Jerusalén de la Liga Premier de Israel.

## Inicios
Sus inicios en el fútbol se dieron en el Club Cyclones de la ciudad de Cali, donde demostró un enorme potencial y logró ser seleccionado para competir con la Selección del Valle del Cauca. Luego fue convocado por el profesor Arturo reyes a la selección Colombia sub-20 para participar en los juegos suramericanos odesur en Cochabamba bolivia en el 2018 https://fcf.com.co/index.php/2018/02/06/convocatoria-seleccion-colombia-masculina-sub-20/ 

## Independiente Medellín
Llegó al Independiente Medellín procedente del Club Cyclones de Cali en enero del 2018 para actuar en las divisiones menores. Para el 2019, gracias a sus destacadas actuaciones fue ascendido al primer equipo.

## Clubes
| Club                   | País     | Año           | Partidos |
| ---------------------- | -------- | ------------- | -------- |
| Independiente Medellín | Colombia | 2019 - 2020   | 0        |
| Leones                 | Colombia | 2021-2022     | 51       |
| Unión Magdalena        | Colombia | 2023          | 10       |
| Llaneros               | Colombia | 2023          | 20       |
| Deportivo Pasto        | Colombia | 2024-2025     | 32       |
| Beitar Jerusalén       | Israel   | 2025-presente |          |